# A Wopbobaloobop a Lopbamboom
A Wopbobaloobop a Lopbamboom è un film del 1989 diretto da Andy Bausch.